# Lithacodia albannularis
Lithacodia albannularis är en fjärilsart som beskrevs av Emilio Berio 1954. Lithacodia albannularis ingår i släktet Lithacodia och familjen nattflyn. Inga underarter finns listade i Catalogue of Life.